# Солбијате
Солбијате (итал. Solbiate) је насеље у Италији у округу Комо, региону Ломбардија.
Према процени из 2011. у насељу је живело 1673 становника. Насеље се налази на надморској висини од 451 м.

## Становништво
Према резултатима пописа становништва 2011. у општини је живело 2.530 становника.
| 1931. | 1936. | 1951. | 1961. | 1971. | 1981. | 1991. | 2001. | 2011. |
| ----- | ----- | ----- | ----- | ----- | ----- | ----- | ----- | ----- |
| 1.136 | 1.219 | 1.322 | 1.400 | 1.498 | 1.865 | 2.006 | 2.248 | 2.530 |